# Ischnorrhabda macilenta
Ischnorrhabda macilenta là một loài bọ cánh cứng trong họ Cerambycidae.